# ریبیک غربی
ریبیک غربی (به لاتین: Riebeek West) یک شهرک در آفریقای جنوبی است که در حدود ۷۵ کیلومتری شمال شرقی کیپ‌تاون واقع شده‌است.